# ギオルギ・ゴチョレイシュヴィリ
ギオルギ・ゴチョレイシュヴィリ (Giorgi Gocholeishvili グルジア語: გიორგი გოჩოლეიშვილი , 2001年2月14日 - )はジョージア・イメレティ州クタイシ出身のサッカー選手。ウクライナ・プレミアリーグのFCシャフタール・ドネツクに所属している。ポジションはDF。

## クラブ経歴

### FCサブルタロ
2020年にトビリシに本拠地を置くFCサブルタロでプロデビュー。8月27日のUEFAヨーロッパリーグ予備予選のアポロン・リマソール戦でプロデビュー。翌月に国内リーグ戦ウマグレシ・リーガデビュー。更に2021年には国内カップ戦サカルトヴェロス・タシで優勝を経験。2022年シーズンはリーグのベストイレプンに選出された。

### シャフタール
2022年11月29日、FCシャフタール・ドネツクと5年契約を結び、2023年1月1日に正式に加入した。

## 代表歴
2021年3月にU-20のジョージア代表に招集されると、2022年11月に同国代表監督ウィリー・サニョルに見出されてフル代表初招集。17日のモロッコ戦で代表デビュー。2024年にはUEFA EURO 2024の代表メンバーに選出。グループリーグ戦では、2016年大会優勝のポルトガルを2-0で下すアップセットを経験し、UEFA欧州選手権初出場ながら決勝トーナメント進出に貢献した。